# Прорваться в НБА
«Прорваться в НБА» (англ. Hustle) — американский спортивный драматический фильм режиссера Джеремайя Загара по сценарию Тейлора Матерна и Уилла Феттерса. В главной роли снялся Адам Сэндлер — сыгравший скаута НБА, который обнаруживает в Испании неопытного, но талантливого игрока (Хуан Эрнангомес) и пытается подготовить его к драфту НБА. Роль основного антагониста, Кермита Уилтса, исполнил защитник  «Миннесоты Тимбервулвз» Энтони Эдвардс. В второстепенных ролях были задействованы Куин Латифа, Бен Фостер и Роберт Дюваль. Баскетболист Леброн Джеймс выступил в качестве продюсера. Фильм был выпущен на стриминговой платформе Netflix в 2022 году и получил высокие оценки от кинокритиков — особенно хвалили игру Адама Сэндлера.

## Сюжет
Бывший баскетбольный скаут случайно натыкается в Испании на молодого, талантливого новичка и решает использовать его, чтобы вернуться в Национальную Баскетбольную Ассоциацию.

## В ролях
- Адам Сэндлер — Стэнли Шугерман
- Куин Латифа — Тереза Шугерман
- Бен Фостер — Винс Меррик
- Хуан Эрнангомес — Бо Крус
- Роберт Дюваль — Рекс Меррик
- Мария Ботто — Паола Крус
- Хайди Гарднер[англ.] — Кэт Меррик
- Энтони Эдвардс — Кермит Уилтс
- Кенни Смит — Леон Рич
- Fat Joe — камео

## Производство
В мае 2020 года к актёрскому составу фильма присоединился Адам Сэндлер, сценарий которого подготовили Тейлор Матерн и Уилл Феттерс. Дистрибьютором должна выступить компания Netflix. Сэндлера впечатлила дебютная лента Джеремайи Загара «Мы, животные» (2018) и он попросил его взглянуть на сценарий фильма. Поначалу Загар колебался, но впоследствии проникся идеей снять баскетбол кинематографическим способом и присоединился к проекту.
В сентябре 2020 года было объявлено, что в актёрский состав фильма вошла Куин Латифа. В октябре того же года к проекту присоединились актёры: Роберт Дюваль, Бен Фостер, Хуан Эрнангомес, Джордан Халл, Мария Ботто и Кенни Смит.
Съемки фильма начались в Филадельфии в октябре 2020 года. Несколько сцен были сняты в центре Филадельфии, включая Маркет-стрит, Итальянский рынок, Манаюнк и Южную Филадельфию. Дополнительные съемки проходили в Камдене, штат Нью-Джерси, а также в Пенсильвании.

## Отзывы и оценки
На сайте-агрегаторе Rotten Tomatoes рейтинг фильма составляет 93 % на основе 171 обзора со средней оценкой 7.2/10. Консенсус веб-сайта гласит: «У фильма нет каких-либо неожиданных ходов, но они ему и не нужны — обаяние Адама Сэндлера делает эту лёгкую кинопостановку увлекательной для просмотра». Оценка ленты на сайте Metacritic составляет 68 из 100 % на основе 41 критиков, что приравнивается к вердикту «в целом положительные отзывы».